# 페르소나 5 디 애니메이션
《페르소나 5 디 애니메이션》(PERSONA5 the Animation)은 아틀러스의 비디오 게임 《페르소나 5》를 기반으로 CloverWorks가 제작한 애니메이션 TV 시리즈이다. 이 애니메이션 시리즈는 이시하마 마사시가 감독하고 이노즈메 신이치가 각본을 맡았으며, 소에지마 시게노리의 오리지널 캐릭터 디자인을 이시카와 토모미가 애니메이션용으로 각색했다. 아틀러스 직원인 가네코 가즈마는 오리지널 악마 디자인을 만들었고, 음악 작곡가 메구로 쇼지는 게임에서 자신의 역할을 다시 맡았다. 이 시리즈는 "마음의 괴도단" 리더인 고등학생 아마미야 렌 (조커)을 따라가며 이세계 내비게이터라는 신비한 핸드폰 애플리케이션을 사용하여 시부야의 타락한 어른들의 마음을 개심시키는 스토리이다.
26부작 시리즈는 2018년 4월부터 9월까지 일본에서 방영되었고, 이어서 4개의 특별 에피소드가 방영되었다. 하나는 2018년 12월에, 두 번째는 2019년 3월에, 그리고 두 개는 2019년 5월과 6월에 블루레이 출시와 함께 묶여 나왔다. 또한, A-1 Pictures의 애니메이션 TV 스페셜 《더 데이 브레이커스》는 2016년 9월 게임 일본 출시 이전에 방영되었다. 이 시리즈는 소니의 아니플렉스 오브 아메리카가 북미 지역에서, 크런치롤 스토어 오스트레일리아가 호주에서 라이선스를 획득했다.

## 성우진
원작 게임의 대부분의 성우진이 역할을 다시 맡았지만, 원작 게임의 일부 성우는 교체되었다. 일본어 더빙에서는 치하야 미후네와 카네시로 준야의 성우인 마츠키 미유와 타나카 카즈나리가 각각 2015년과 2016년에 사망하여, 테루이 하루카와 후지모토 타카히로로 대체되었다. 영어 더빙에서는 오다 신야의 목소리를 바바라 굿슨 대신 에덴 리겔 (히후미 토고의 목소리도 맡음)이 맡았다.
| 캐릭터                        | 일본어                          | 영어                   |
| ----------------------------- | ------------------------------- | ---------------------- |
| 아마미야 렌 (조커)            | 후쿠야마 준                     | 잰더 모버스            |
| 모르가나 (모나)               | 오타니 이쿠에                   | 커샌드라 모리스        |
| 사카모토 류지 (스컬)          | 미야노 마모루                   | 맥스 미틀먼            |
| 타카마키 안 (팬서)            | 미즈키 나나                     | 에리카 할래커          |
| 키타가와 유스케 (폭스)        | 스기타 토모카즈                 | 매슈 머서              |
| 니지마 마코토 (퀸)            | 사토 리나                       | 셰러미 리              |
| 사쿠라 후타바 (내비 / 오라클) | 유우키 아오이                   | 에리카 린드벡          |
| 오쿠무라 하루 (누아르)        | 토마츠 하루카                   | 잰시 후인              |
| 아케치 고로 (크로우)          | 호시 소이치로                   | 로비 데이먼드          |
| 니지마 사에                   | 카이다 유코                     | 엘리자베스 맥스웰      |
| 사쿠라 소지로                 | 나카타 죠지                     | 제미슨 프라이스        |
| 타케미 타에                   | 사이토 유카                     | 애비 트로트            |
| 이와이 무네히사               | 에가와 히사오                   | 카이지 탕              |
| 미시마 유키                   | 사카구치 다이스케               | 션 치플락              |
| 카와카미 사다요               | 후치가미 마이                   | 미셸 러프              |
| 요시다 토라노스케             | 노다 케이이치                   | 윌리엄 샐이어스        |
| 오오야 이치코                 | 우치야마 유미                   | 아만다 윈 리           |
| 미후네 치하야                 | 테루이 하루카                   | 사라 앤 윌리엄스       |
| 토고 히후미                   | 이소무라 토모미                 | 에덴 리겔              |
| 오다 신야                     | 카나다 아키                     | 에덴 리겔              |
| 카롤리느와 쥐스틴 / 라벤차    | 토요사키 아키                   | 캐리 케레넌            |
| 카모시다 스구루               | 미츠야 유지                     | D.C. 더글러스          |
| 마다라메 이치류사이           | 호리 유키토시                   | 카일 에이베어          |
| 카네시로 준야                 | 후지모토 타카히로               | 재런 K. 캐슬           |
| 잇시키 와카바                 | 아라카와 미나코                 | 에린 피츠제럴드        |
| 오쿠무라 쿠니카즈             | 카케가와 히로히코               | 크리스토퍼 코리 스미스 |
| 시도 마사요시                 | 이케다 슈이치                   | 키스 실버스틴          |
| 가짜 이고르 / 얄다바오트      | 츠카야마 마사네                 | 데이비드 로지          |
| 진짜 이고르                   | 타노나카 이사무 (아카이브 녹음) | 커크 손턴              |

## 제작
애니메이션 TV 스페셜 '더 데이 브레이커스'는 2015년 9월 아틀러스의 도쿄 게임 쇼 무대 행사에서 발표되었다. 2016년 7월, 이 스페셜의 제목은 '페르소나 5 디 애니메이션 – 더 데이 브레이커스'로 밝혀졌으며, 오자키 타카하루가 감독, 이노즈메 신이치가 각본, 야하기 토시유키와 마츠모토 케이타가 캐릭터 디자이너, A-1 Pictures가 스튜디오를 맡았다. 이 스페셜은 2016년 9월 3일에 Tokyo MX에서 24분 분량으로 첫 방영되었고, 이후 GTV, GYT, BS11에서도 방영되었다. 애니플렉스 오브 아메리카는 2016년 10월 북미 지역에서 이 스페셜의 라이선스를 획득했다.
26부작 애니메이션 TV 시리즈 각색은 2017년 7월에 2018년 첫 방영을 목표로 발표되었으며, CloverWorks가 시리즈를 애니메이션화했다. 이 애니메이션 시리즈는 이시하마 마사시가 감독하고 이노즈메 신이치가 각본을 맡았으며, 게임의 캐릭터 및 악마 디자인을 각각 이시카와 토모미와 가네코 가즈마가 각색하여 선보인다. 사운드트랙은 게임의 오리지널 주요 작곡가인 메구로 쇼지가 작곡했으며, 그는 새로운 곡과 게임의 음악을 편곡했다. 린은 시리즈의 오프닝 및 엔딩 테마를 불렀다. 오프닝 테마는 "Break In to Break Out" (에피소드 1–13)과 "Dark Sun" (에피소드 14–26)이며, 엔딩 테마는 "Infinity" (에피소드 2–13), "Found a Light" (에피소드 8), "Autonomy" (에피소드 14–26)이다. 이 시리즈는 2018년 4월 7일부터 9월 30일까지 도쿄 MX 및 기타 네트워크에서 방영되었다. 시리즈의 에필로그 중 전반부인 'Dark Sun...'은 2018년 12월 30일에 방영되었다. 에필로그의 후반부로 기재된 두 번째 TV 스페셜인 'Stars and Ours'는 2019년 3월 23일에 방영되었다. 마지막 두 편의 특별 에피소드는 시리즈의 11번째 및 12번째 블루레이/DVD 볼륨에 추가로 포함될 것이라고 발표되었다.
애니플렉스 오브 아메리카는 또한 크런치롤이 동시 방영하는 이 시리즈를 북미에서 라이선스했다. 애니플렉스 오브 아메리카는 2020년 9월 29일에 전체 시리즈를 블루레이로 출시했으며, 게임 성우진이 다시 참여한 영어 더빙도 포함되어 있다. 블루레이 출시에도 불구하고, 영어 더빙은 8월 18일에 퍼니메이션에서만 디지털 출시로 일찍 공개되었고, 26개의 에피소드와 2개의 특별 에피소드가 해당 날짜에 모두 제공되었다. 애니메 리미티드는 영국에서 이 시리즈의 홈 비디오 및 디지털 권한을 획득했다. 2023년 4월 현재, 이 시리즈는 애니메 리미티드가 라이선스한 다른 애니메이션 타이틀과 함께 ITV의 스트리밍 서비스인 ITVX에서 시청할 수 있다.
매드맨 엔터테인먼트는 호주와 뉴질랜드에서 이 시리즈를 출시했다.

## 에피소드 목록
| 회차 | 제목                                                       | 감독                            | 방영일           |
| --- | ---------------------------------------------------------- | ------------------------------- | ---------------- |
| 0 | "The Day Breakers"                                         | 오자키 타카하루                 | 2016년 9월 3일   |
| 자물쇠 따기 갱단 두목 마키가미 카즈야는 멍청한 부하와 함께 식당을 털고 다닌다. 시부야에서 자경단 활동으로 널리 알려진 마음의 괴도단은 아마미야 렌 (조커), 모르가나 (모나), 사카모토 류지 (스컬), 타카마키 안 (팬서), 키타가와 유스케 (폭스)로 구성되어 있으며 경찰을 직접 개입시키지 않고 카즈야를 개심시킬 계획을 세운다. 카즈야와 그의 부하는 욘겐자야의 르블랑 카페로 유인되지만 괴도단은 보안 경보로 카즈야의 부하를 쫓아낸다. 카즈야의 섀도는 뒤틀린 지하철역으로 표현된 나태의 감옥인 메멘토스로 이끌리고, 괴도단은 카즈야가 동생인 마키가미 나오야에게 가한 가정 폭력 때문에 그를 표적으로 삼는다. 카즈야의 섀도는 좌절감으로 악마 미트라스로 변신하지만, 괴도단은 격렬한 전투 끝에 그의 오만을 정화하는 데 성공한다. 카즈야의 섀도가 사라지기 전, 그는 괴도단에게 서랍 열쇠를 나오야에게 전달해 달라고 요청한다. 현실 세계로 돌아온 카즈야는 자신과 부하들이 저지른 범죄를 공개적으로 후회하며, 경찰에 체포된다. 서랍 안에서 나오야가 카즈야를 켄도 대회에서 이기는 사진이 발견된다. |                                                            |                                 |                  |
| 1 | "I Am Thou, Thou Art I"                                    | 이시하마 마사시                 | 2018년 4월 8일   |
| 카지노 안에서 서류 가방을 확보하려다 경찰기동대에게 붙잡힌 렌은 마음의 괴도단의 리더로서 자신의 행동에 대해 검사 니지마 사에에게 심문을 받으면서 과거를 회상하기 시작한다. 지하철로 시부야에 도착한 렌은 사쿠라 소지로가 소유한 카페 르블랑에서 1년 동안 보호관찰을 받기 위해 욘겐자야로 향한다. 폭행 혐의로 거짓 고발된 렌은 1년 전 고등학교에서 퇴학당했다. 그날 밤, 렌은 이세계 내비게이터라는 신비한 전화 애플리케이션을 본 후 무의식적으로 잠이 든다. 렌은 벨벳 룸 안의 죄수로 깨어나 잠시 감옥 관리인 이고르와 쌍둥이 감옥 간수 카롤린과 쥐스틴을 만난다. 다음 날, 소지로가 렌을 슈진 고등학교에 입학시키는데, 렌의 범죄 기록 때문에 그를 받아주는 유일한 학교였다. 폭우가 쏟아지는 동안 체육 교사 카모시다 스구루는 안과 함께 차를 몰고 떠난다. 이세계 내비게이터 덕분에 렌과 같은 반 류지는 슈진 고등학교까지 걸어간다. 그러나 그곳은 카모시다의 팰리스, 욕망의 성으로 변해 있었고, 무표정한 가면을 쓴 검은 갑옷의 기사로 가득했다. 카모시다의 섀도는 둘을 가두고 고문했고, 렌은 아르센이라는 페르소나를 각성한다. |                                                            |                                 |                  |
| 2 | "Let's Take Back What’s Dear to You."                      | 에조에 히토미                   | 2018년 4월 15일  |
| 렌과 류지는 아르센의 도움으로 카모시다의 팰리스에서 탈출하여 현실 세계로 돌아온다. 학교 첫날, 렌은 담임 선생님 카와카미 사다요가 정해준 대로 교실에서 안의 뒤에 앉게 된다. 애초에 이고르가 렌에게 이세계 내비게이터를 준 것으로 밝혀진다. 렌은 나중에 류지가 육상부 해체의 원인으로 비난받고 있다는 말을 듣는다. 렌은 이세계 내비게이터를 활성화하여 자신과 류지가 카모시다의 팰리스에 다시 들어갈 수 있도록 한다. 배구 연습 도중, 류지는 카모시다가 안의 친구인 스즈이 시호처럼 학생에게 학대적이라는 소문을 확인한다. 렌과 류지는 감옥에서 말하는 고양이 모르가나를 해방시킨다. 다시 카모시다의 섀도와 마주하자, 류지는 카모시다의 그림자가 자신의 육상부 명성을 망쳤다고 비난하며 자신의 페르소나인 캡틴 키드를 각성한다. 렌은 아르센으로 돕고, 모르가나는 조로로 돕는다. 그들은 안의 인지존재를 보고 도서관으로 후퇴한다. 렌과 류지는 잠시 모르가나와 헤어져 현실 세계로 돌아온다. 식당에서 류지는 렌이 부패한 정치인으로부터 여성을 보호하려다 1년 보호관찰을 받았다는 것을 알게 된다. |                                                            |                                 |                  |
| 3 | "A Beautiful Rose Has Thorns!"                             | 시바타 아키히사                 | 2018년 4월 22일  |
| 조사 도중, 렌과 류지는 카모시다의 학대에 대해 시호와 이야기하려 하지만 안이 갑자기 시호를 그들로부터 데려간다. 나중에 안은 렌에게 솔직하게 말하며, 카모시다가 시호를 배구팀에 남기기 위해 자신을 협박하고 있었다고 밝힌다. 렌과 류지는 모르가나로부터 카모시다를 개심시킬 위험한 방법이 있다는 말을 듣는다. 카모시다의 학대 결과, 시호는 학교 옥상에서 뛰어내려 자살을 시도하여 혼수상태에 빠진다. 렌, 류지, 그리고 같은 반 미시마 유키는 이 일로 카모시다에게 맞서지만, 카모시다는 그들을 퇴학시키겠다고 위협한다. 다른 선택지가 없자 렌, 류지, 모르가나는 카모시다를 개심시키기 위해 카모시다의 팰리스를 없애야 한다고 논의하면서 이세계 내비게이터가 활성화된다. 그들은 카모시다의 보물로 침투할 경로를 확보한다. 안은 무심코 카모시다의 팰리스 안으로 다른 사람들을 따라 들어가지만, 카모시다의 섀도우에게 붙잡힌다. 렌의 격려를 받아 시호를 복수하려는 안은 카르멘이라는 페르소나를 각성한다. 렌, 류지, 모르가나, 안은 카모시다의 섀도를 격퇴시킨다. 현실 세계로 돌아온 그들 네 명은 다음 임무에서 카모시다의 보물을 훔칠 계획을 세운다. |                                                            |                                 |                  |
| 4 | "Steal It, if You Can"                                     | 하라다 세이지                   | 2018년 4월 29일  |
| 렌, 류지, 모르가나, 안, 일명 마음의 괴도단은 학교 게시판에 예고장을 게시하여 카모시다의 주목을 받는다. 카모시다의 보물은 아침까지밖에 보이지 않으므로, 렌, 류지, 모르가나는 물품을 구매하고 안은 병원의 시호를 방문한다. 밤에 렌, 류지, 모르가나, 안은 카모시다의 팰리스에 들어가 카모시다의 보물을 훔치려 한다. 렌은 순찰 중이던 악마 픽시를 두 번째 페르소나로 영입하는 데 성공한다. 화려한 왕관 형태의 카모시다의 보물에 도달하자, 괴도단은 악마 아스모데우스로 변신한 카모시다의 섀도와 마주한다. 렌, 모르가나, 안은 아스모데우스를 그의 배구 스파이크로 공격한다. 벨벳 룸에서 이고르의 지도를 받아 렌은 아르센과 픽시를 합쳐 아가티온이라는 새로운 페르소나로 융합한다. 이로써 류지는 아스모데우스의 머리에서 카모시다의 보물을 훔치고 아스모데우스는 패배시켜 카모시다의 섀도우로 돌아간다. 카모시다의 섀도우가 자신의 행동을 회개하자 카모시다의 팰리스는 무너진다. 현실 세계로 돌아온 카모시다는 자신의 범죄를 공개적으로 인정하고 자수한다. 모르가나는 렌과 한 방을 쓰기로 결정하고, 안은 시호가 혼수상태에서 깨어난 것에 안도한다. |                                                            |                                 |                  |
| 5 | "The Phantoms"                                             | 미나미카와 타츠마               | 2018년 5월 6일   |
| 렌, 류지, 모르가나, 안은 카모시다의 보물인 금메달을 팔아 호화로운 점심 뷔페를 즐긴다. 엘리베이터에서 렌과 류지는 무심코 정치인 시도 마사요시와 마주친다. 렌, 류지, 모르가나, 안은 결국 괴도단 활동을 계속하기로 결정한다. 미시마가 괴도단 팬 웹사이트, 줄여서 팬 사이트를 개설하여 사람들이 괴도단에게 요청을 보낼 수 있게 하자, 안은 사무실 직원 나카노하라 나츠히코가 스토커라는 요청을 발견한다. 모르가나는 렌, 류지, 안을 일반인을 위한 팰리스인 메멘토스로 데려간다. 그들은 나카노하라의 그림자를 쉽게 물리친다. 메멘토스는 괴도단의 인지 덕분에 확장될 수 있다. 기억을 잃었다고 밝힌 모르가나는 인간 형태로 돌아가기 위해 메멘토스 가장 밑바닥에 도달하고자 하는 욕망을 설명한다. 나중에 렌은 타케미 타에가 운영하는 타케미 의원의 실험 대상이 된다. 밤에 르블랑 카페로 돌아온 렌은 인기 있는 10대 탐정 아케치 고로를 만난다. |                                                            |                                 |                  |
| 6 | "Our Next Target Is..."                                    | 오하시 카즈키                   | 2018년 5월 13일  |
| 코세이 고등학교 미술학과 2학년이자 화가 마다라메 이치류사이의 멘토를 받고 있는 키타가와 유스케는 안에게 다음 작품의 모델이 되어 달라고 요청한다. 한편, 학생회장 니지마 마코토는 렌, 류지, 안이 학교 옥상에서 지속적으로 어울리는 것을 의심한다. 미술 전시회를 본 후 렌, 류지, 모르가나, 안은 팬 사이트에 따르면 마다라메가 제자의 작품을 표절한다는 것을 알게 된다. 렌, 류지, 모르가나, 안은 마다라메의 허름한 예술 스튜디오로 가지만, 유스케는 마다라메에게 완전한 존경심만을 표한다. 유스케는 자신이 3살 때 고아가 된 후 마다라메에게 길러졌으며, 그 이후로 마다라메가 자신의 영감이었다고 밝힌다. 처음에는 자신들이 착각했다고 생각했지만, 괴도단은 이세계 내비게이터를 활성화하고, 예술 스튜디오가 마다라메의 팰리스, 허영의 박물관이라는 것을 발견한다. 그곳은 심장 가면을 쓴 여성 큐레이터와 경비원으로 가득했다. 괴도단은 마다라메의 그림자가 유스케의 작품을 표절할 의도라는 것을 엿듣는다. 현실 세계로 돌아온 유스케는 자신이 마다라메에게 자신의 작품을 기꺼이 사용하도록 허락했다고 주장한다. 쇼핑몰에서 나카노하라는 자신이 마다라메가 표절을 저지르는 것을 목격한 전직 미술 학생이었다는 것을 확인한다. |                                                            |                                 |                  |
| 7 | "He Is My Other Self"                                      | 마루야마 유스케                 | 2018년 5월 20일  |
| 렌과 류지는 기자 오야 이치코와 우연히 마주친다. 렌과 류지가 마다라메의 팰리스에 더 깊이 들어가기 위해 마다라메의 인지를 바꿔야 할 때, 안은 여러 겹의 옷을 입고 유스케의 주의를 분산시킨다. 동시에 모르가나는 마다라메가 예술 스튜디오로 돌아오자마자 창고를 연다. 창고는 마다라메가 자신의 가장 잘 알려진 작품인 사유리를 표절했다는 것을 드러낸다. 사유리는 잃어버린 것이 아니라 도난당한 것이었다. 렌과 류지가 마다라메의 팰리스에 더 깊이 들어가는 데 여전히 어려움을 겪고 있을 때, 유스케는 무심코 안과 모르가나를 따라 마다라메의 팰리스에 들어간다. 마다라메의 그림자는 자신이 오직 돈에만 관심이 있었다고 인정한다. 유스케가 붙잡히자 마침내 진실을 보게 되고, 이로 인해 고에몬이라는 페르소나를 각성한다. 그러나 유스케가 자신의 힘을 보여주자 마다라메의 섀도우는 후퇴한다. 현실 세계로 돌아온 유스케는 다른 사람들에게 자신의 돌아가신 어머니가 세 살 때 돌아가셨다고 말한다. 유스케는 그 후 괴도단에 공식적으로 합류하기로 동의한다. |                                                            |                                 |                  |
| 8 | "Put an End to All This and Use Your Own Artwork for Once" | 후쿠시마 토시키                 | 2018년 5월 27일  |
| 미술 전시회 전역에 예고장을 게시한 후 괴도단은 마다라메의 보물로 침투하는 경로를 확보한다. 그러나 그것은 미끼로 드러난다. 마다라메의 보물은 사실 유스케의 돌아가신 어머니가 발작으로 사망하기 전 그린 사유리의 원본 작품이다. 마다라메의 섀도우는 악마 아자젤로 변신하여 검은 잉크를 뿌리며 공격한다. 괴도단은 페르소나를 각성하여 아자젤을 마다라메의 섀도우로 되돌린 후 유스케가 그를 물리친다. 마다라메의 섀도우가 자신의 행동을 회개하자 마다라메의 팰리스는 무너진다. 현실 세계로 돌아온 마다라메는 자신의 범죄를 공개적으로 인정한다. 괴도단의 명성이 높아지면서 유스케는 예술 스튜디오에서 이사하기로 결정한다. 유스케가 안과 함께 살 수 없으므로, 모르가나는 유스케가 대신 르블랑 카페에 머물러야 한다고 제안한다. 괴도단은 핫팟으로 저녁 식사를 하며 축하하고, 각자 자신만의 힘든 과거를 가지고 있다는 결론을 내린 후 더 많은 타락한 마음을 개심시키기로 결심한다. 다음 날, 유스케는 기숙사로 이사하기로 결정하지만 사유리의 원본 작품은 소지로에게 맡긴다. |                                                            |                                 |                  |
| 9 | "Operation Maid Watch"                                     | 에조에 히토미                   | 2018년 6월 3일   |
| 괴도단이 다음 목표를 기다리는 동안, 모르가나는 다른 사람들이 학업을 계속 평소처럼 하라고 제안한다. 전단지 덕분에 렌, 류지, 미시마는 빈 방에 메이드 서비스를 요청한다. 류지와 미시마가 마지막 순간에 겁을 먹자, 렌은 카와카미가 베키라는 이름의 메이드로 부업을 하고 있다는 것을 발견한다. 다음 날, 렌은 카와카미가 영어 교사 초노에게 야단맞는 것을 구한다. 류지가 전 육상부 동료인 나카오카와 타케이시에게 괴로워하는 것을 알아차린 후, 렌은 카와카미에게 자신의 침실에서 만나서 이야기하자고 연락한다. 카모시다가 류지의 한부모 어머니를 비웃었고, 이것이 류지가 카모시다를 때리게 된 원인임이 밝혀진다. 카와카미는 육상부가 카모시다의 동료인 야마우치라는 새로운 육상부 고문과 함께 부활하고 있다는 것을 확인한다. 츠키시마의 한 식당에서 렌은 야마우치가 나카오카와 타케이시에게 소문을 유출했다고 말하는 것을 엿듣는다. 방과 후, 류지는 나카오카와 타케이시와 화해하며 소문을 믿지 말라고 말한다. 나중에 카와카미는 렌에게 야마우치가 더 이상 육상부 고문이 아닐 것이라고 알린다. |                                                            |                                 |                  |
| 10 | "I Want to See Justice with My Own Eyes"                   | 오하시 카즈키                   | 2018년 6월 10일  |
| TV 방송국으로 수학여행을 간 동안, 렌, 류지, 안은 아케치가 게스트로 출연하는 낮 토크쇼를 구경한다. 아케치는 괴도단이 법정에서 심판받아야 한다고 주장한다. 방과 후, 마코토는 괴도단의 신분 녹음 증거로 그들을 협박한다. 마코토는 학생들이 표적이 되는 범죄 조직의 두목을 개혁하면 녹음을 삭제하겠다고 말한다. 렌과 마코토는 시부야에 있는 범죄 조직의 본거지를 찾은 후 연락처 정보를 교환한다. 렌은 나중에 신주쿠의 한 술집에서 이치코와 만나고, 이치코는 범죄 조직의 두목의 이름이 카네시로 준야라고 말한다. 다음 날, 이세계 내비게이터는 괴도단을 시부야 상공에 떠 있는 카네시로의 팰리스, 탐욕의 은행으로 이끈다. |                                                            |                                 |                  |
| 11 | "Let’s Be Friends, Shall We?"                              | 시바타 아키히사                 | 2018년 6월 17일  |
| 아케치는 마코토에게 괴도단에 대해 물으려 하지만, 마코토는 아무 말도 하지 않는다. 사에는 마코토의 언니이자 경찰관으로서 순직한 아버지의 죽음 이후 법적 후견인으로 있다. 한편 괴도단은 거리에서 ATM 형태의 피해자를 발견한다. 괴도단에게 유용함을 증명하고 싶은 마코토는 기꺼이 그들을 범죄 조직의 본거지인 클럽으로 이끈다. 그러나 카네시로는 마코토가 3백만 엔의 빚을 갚지 않으면 학교에 클럽에서 그들의 죄를 입증할 사진을 유출하겠다고 위협한다. 마코토는 이제 카네시로의 팰리스에서 "고객"으로 간주되므로, 괴도단은 이세계 내비게이터를 사용하여 마코토를 방독면을 쓴 경찰기동대로 가득 찬 카네시로의 팰리스로 데려간다. 그들이 마침내 카네시로의 팰리스에 진입하자, 카네시로의 섀도우는 마코토가 온순하고 약한 존재라고 생각한다. 이에 분노한 마코토는 요한나라는 페르소나를 각성한다. 그들이 아직 카네시로의 보물로 침투할 경로를 확보하지 못했으므로, 렌, 류지, 모르가나, 안, 유스케, 마코토는 일단 후퇴한다. |                                                            |                                 |                  |
| 12 | "I Found the Place Where I Belong"                         | 미나미카와 타츠마               | 2018년 6월 24일  |
| 마코토는 아케이드에서 렌과 더 깊이 유대감을 형성하고, 괴도단은 마침내 카네시로의 보물로 침투할 경로를 확보하고 시부야 거리 곳곳에 예고장을 게시한다. 카네시로의 팰리스에서 괴도단은 악마 바알로 변신한 카네시로의 그림자와 대면한다. 은행 금고는 피기트론이라는 로봇 돼지 저금통으로 변하지만, 괴도단은 바알을 물리치기 전에 카네시로의 그림자로 되돌리는 데 성공한다. 카네시로의 보물이 금괴로 드러나자, 카네시로의 그림자는 괴도단에게 팰리스를 탐험할 수 있는 블랙 마스크라는 가명을 사용하는 남자에 대해 경고한다. 카네시로의 팰리스는 무너지고, 카네시로의 보물은 위조 지폐가 담긴 황금 서류 가방으로 밝혀진다. 렌은 마코토에게 카네시로가 빚을 탕감하고 사진 협박을 철회한 후 경찰에 자수하고 자신의 범죄를 자백했다는 것을 알게 된다. |                                                            |                                 |                  |
| 13 | "Dreams and Desires"                                       | 후쿠시마 토시키                 | 2018년 7월 1일   |
| 아케치가 르블랑 카페를 방문하여 렌과 체스를 두는 동안, 그들은 괴도단이 개심시키는 데 사용하는 방법에 대해 논의한다. 방과 후, 유스케는 렌에게 자신이 그림 슬럼프에 빠졌다고 털어놓는다. 유스케는 렌에게 메멘토스의 욕망에서 영감을 받은 그림을 그리는 동안 자신의 경호원이 되어 달라고 요청하지만, 유스케는 카와나베 아키오라는 미술상에게서 가혹한 비판만 받는다. 카와나베가 젊은 예술가로서 유스케에게 투자하겠다고 제안하지만, 유스케는 자신이 판매용 미끼가 아니라는 이유로 제안을 거절한다. 야구 배팅장에서 아케치는 렌에게 카와나베가 수상한 행위를 하고 있을 수 있지만, 먼저 이에 대한 실제 증거가 필요하다고 알려준다. 유스케는 렌의 격려와 지지 덕분에 마침내 그림 슬럼프에서 벗어나는 데 성공한다. 게다가 렌은 카와나베의 부하가 범죄를 저지르고 있었다는 것을 발견하고, 아케치는 카와나베의 부하를 체포할 수 있게 된다. 유스케가 메멘토스의 꿈과 욕망에서 영감을 받은 그림을 그리는 동안, 카와나베는 유스케의 그림을 칭찬한다. 카와나베는 자신이 마다라메와 친했지만 관계가 틀어졌다고 밝힌다. 유스케는 자신의 희망을 추구하기 위해 카와나베의 제안을 여전히 거절한다. |                                                            |                                 |                  |
| 14 | "What Life Do You Choose?"                                 | 사사하라 요시후미               | 2018년 7월 8일   |
| 렌과 함께 신주쿠를 둘러보던 마코토는 방과 후 미용실에서 일하는 동급생 타카오 에이코를 발견한다. 마코토와 에이코는 판다 모양의 필통에 비슷한 취향을 가지고 있어 친구로 지내게 된다. 미시마는 술집에서 이치코와 우연히 만난다. 마코토는 에이코와 호스트 남자친구 츠카사와 더블 데이트를 하기 위해 렌에게 부탁한다. 에이코가 츠카사에게 사기당할까봐 걱정하는 마코토는 렌에게 자신의 돌아가신 아버지가 경찰관이었다고 말한다. 렌과 마코토는 츠카사가 사기꾼이라는 것을 폭로하지만, 에이코는 너무 고집이 세서 믿지 않는다. 팬 사이트에서 츠카사에게 사기당한 여성들이 많다고 보고되었으므로, 괴도단은 메멘토스에서 츠카사의 섀도우를 물리친다. 그 후 렌은 에이코가 마코토에게 사과했다는 것을 알게 되고, 마코토는 자신의 돌아가신 아버지처럼 경찰관이 되기를 열망한다. |                                                            |                                 |                  |
| 15 | "I Am Alibaba"                                             | 타구치 토모히사                 | 2018년 7월 15일  |
| 기말고사 후 괴도단은 불꽃놀이를 구경하지만, 비가 오기 시작하자 즐거움은 금방 끝난다. 메제드라는 의문의 국제 해커 그룹이 괴도단에게 공개 경고를 발표하자, 렌은 알리바바라는 가명을 사용하는 누군가로부터 연락을 받는다. 이 인물은 해커 사쿠라 후타바를 개심시키지 않으면 괴도단의 신분을 공개하겠다고 위협한다. 렌이 알리바바를 직접 만나달라고 요청하자, 알리바바는 갑자기 요청을 취소하고 괴도단에게 후타바를 더 이상 조사하지 말라고 요청한다. 괴도단은 곧 후타바가 소지로와 관련이 있을 수 있다는 것을 깨닫는다. 한편, 사에는 소지로가 입양 딸인 후타바에 대한 양육권을 포기하지 않으면 위협을 가한다. 일시적인 전국적인 정전을 일으킨 후, 메제드는 괴도단이 자신의 신분을 밝히지 않으면 일본을 공격할 계획이라고 말한다. 괴도단은 알리바바가 사실 후타바라는 것을 확인한다. 밤에 괴도단은 소지로의 집에 잠입하여 후타바와 마주한다. |                                                            |                                 |                  |
| 16 | "This Place Is My Grave"                                   | 에조에 히토미                   | 2018년 7월 22일  |
| 괴도단이 소지로의 집에 숨어들다 발각된 후, 소지로는 2년 전 후타바의 친모인 잇시키 와카바가 차량 자살을 저지른 트라우마적 사건을 목격했고, 이 때문에 후타바는 몇 달 전 심한 광장공포증과 환청을 겪으면서 은둔형 외톨이가 되었다고 설명한다. 소지로는 후타바를 혼자 두어야 한다고 생각하지만, 괴도단은 나중에 그녀가 팰리스를 가지고 있을 수 있다는 것을 발견하고 후타바를 개심시키기로 결정한다. 여름 방학이 시작되자 괴도단은 후타바에게 연락한다. 후타바는 자신의 침실을 자신이 죽을 무덤으로 여긴다. 이세계 내비게이터를 사용하여 괴도단은 후타바의 팰리스, 분노의 피라미드로 들어간다. 그들은 와카바의 죽음 때문에 비난받는 목소리를 듣는 후타바의 그림자와 마주친다. 행동 계획을 논의한 후 괴도단은 와카바를 잃은 후타바의 악화되는 정신 상태를 인식하게 된다. 바리케이드로 막힌 침실 문 뒤에 있는 후타바의 보물에 도달하지 못하자, 괴도단은 결국 후타바를 설득하여 자신들을 침실 안으로 초대하게 하고, 후타바는 마음을 열고 직접 자신을 개심시켜 달라고 요청한다. |                                                            |                                 |                  |
| 17 | "X Day"                                                    | 오하시 카즈키                   | 2018년 7월 29일  |
| 후타바에게 예고장을 보낸 후 괴도단은 후타바의 팰리스의 핵심에 접근할 수 있게 되지만, 악마 스핑크스 형태의 와카바의 인지존재와 마주하게 된다. 후타바가 이세계 내비게이터를 사용하여 후타바의 팰리스에 들어갈 수 있게 되자, 후타바의 섀도우는 후타바에게 와카바가 항상 그녀를 사랑했다는 것을 기억하라고 격려하고, 후타바는 와카바의 유서가 와카바의 인지과학 연구를 훔친 일부 남성 연구자에게 조작되었다는 것을 깨닫는다. 그 결과, 후타바는 네크로노미콘이라는 페르소나를 각성하여 다른 이들이 와카바의 인지존재를 물리치는 것을 돕는다. 후타바가 후타바의 팰리스를 떠난 후, 다른 이들은 후타바의 보물이 처음부터 자신이었다는 것을 깨닫고, 후타바의 팰리스가 무너지게 된다. 현실 세계로 돌아온 소지로는 후타바가 체력을 소진한 후 며칠 동안 쉬어야 한다는 것을 깨닫는다. 렌, 류지, 모르가나, 안, 유스케, 마코토는 도쿄 스카이트리를 방문한다. 나중에 후타바는 약속대로 자신의 해킹 능력으로 메제드를 막는다. 후타바는 다른 이들에게 자신이 메제드의 설립자였지만, 해커 그룹이 그 가명을 사용하여 사이버 범죄를 저지르기 시작했다고 밝힌다. 식당에서 초밥을 먹은 후, 후타바는 렌에게 누가 실제로 와카바를 살해했는지 알아내는 것을 도와달라고 요청한다. |                                                            |                                 |                  |
| 18 | "I’ll Guide You to Victory"                                | 시바타 아키히사                 | 2018년 8월 5일   |
| 후타바가 괴도단의 일원이 되기로 동의하자, 다른 이들은 후타바의 사회성을 향상시키기 위해 해변으로 데려갈 계획을 세운다. 소지로가 렌에게 카레와 밥 요리법을 가르쳐준 후, 안과 마코토는 후타바가 해변에서 입을 비키니를 구매한다. 괴도단은 햇볕 아래서 즐거운 시간을 보낸다. 해질녘, 후타바는 다른 이들에게 팰리스와 연관되어 있고 정신 붕괴 및 정신 이상 사례와 연결된 와카바의 인지 과학 연구에 대해 이야기한다. 다음 날, 렌과 류지는 이치가야의 낚시터에서 카와카미와 우연히 마주친다. 렌과 류지는 아키하바라의 한 상점에서 후타바와 만나 그녀가 게임을 사는 것을 돕는다. 괴도단은 인지도가 높아짐에 따라 확장된 메멘토스를 방문한다. 나중에 안은 자신의 모델 일에 완전히 몰입하지 못하고, 이는 동료 모델 미카에게도 눈에 띈다. 렌이 르블랑 카페로 돌아오자, 소지로는 와카바가 의심스럽게 자신의 죽음을 예언했다고 말한다. 소지로는 후타바에게 밖에서 불을 밝힐 폭죽을 준다. 모르가나는 자신의 인간성에 대해 의문을 제기하자, 렌으로부터 자신이 고양이가 아니라는 확신을 얻는다. |                                                            |                                 |                  |
| 19 | "Aloha"                                                    | 코사카 하루메                   | 2018년 8월 12일  |
| 새 학기가 시작된다. 와카바를 살해한 사람에 대한 어떤 단서도 없이, 마코토는 후타바의 USB 드라이브를 사용하여 사에의 노트북에서 데이터를 추출하는 임무를 수행한다. 렌, 류지, 안, 마코토는 하와이로 수학여행을 가서 빅뱅 버거라는 햄버거 가게에서 음식을 즐긴다. 유스케는 폭풍 때문에 로스앤젤레스 수학여행이 취소된 후 그들과 합류한다. 렌은 토고 히후미를 돕는다. 히후미는 쇼기 선수이자 유스케의 같은 반 사람이다. 한 장면에서는 슈진 학원의 코바야카와 교장이 횡단보도에서 정신 붕괴를 겪고 다가오는 트럭에 치여 사망하는 모습이 나온다. 렌이 소지로, 후타바, 모르가나에게 기념품을 가져다주는 동안, 마코토는 사에로부터 코바야카와가 차량 자살을 저질렀다는 것을 알게 된다. 추출된 데이터는 괴도단이 빅뱅 버거를 소유한 오쿠무라 푸드의 CEO인 오쿠무라 쿠니카즈를 조사하도록 이끈다. 쿠니카즈는 정신 붕괴로 사망한 사람들로부터 이익을 얻으려 했다고 한다. 괴도단이 쿠니카즈의 팰리스에 대해 알게 되자 분열되면서 모르가나는 독자적으로 행동하기로 결정한다. 사에는 아케치에게 괴도단을 잡을 것이라고 말한다. |                                                            |                                 |                  |
| 20 | "My Name Is Beauty Thief!"                                 | 타구치 토모히사                 | 2018년 8월 19일  |
| 렌, 류지, 안, 유스케, 마코토, 후타바는 오쿠무라 푸드에 접근하여 이세계 내비게이터를 사용하여 쿠니카즈의 팰리스, 탐욕의 우주항에 들어간다. 그곳은 각진 가면을 쓴 로봇으로 가득했다. 쿠니카즈의 팰리스의 인증을 뚫을 수 없게 되자, 그들은 모르가나가 뷰티 괴도단라는 가명을 사용하는 소녀와 동맹을 맺었다는 것을 발견한다. 현실 세계로 돌아온 뷰티 괴도단은 쿠니카즈의 딸 오쿠무라 하루로 밝혀지고, 그녀는 쿠니카즈의 진실을 알아내기 위해 모르가나와 동맹을 맺었다고 설명한다. 술집에서 쿠니카즈에 대해 이치코와 이야기한 후, 렌은 거리에서 점술가 미후네 치하야를 잠시 만나는데, 치하야는 렌에게 성석을 팔려고 한다. 메멘토스에서 모르가나는 다른 이들을 떠나 하루와 함께 있기로 고집스럽게 결정한다. 거리에서 모르가나는 하루를 학대하는 약혼자 스기무라로부터 하루를 보호하려다 부상을 입는다. 다른 이들이 구조하러 오자, 모르가나는 괴도단과 함께 있고 싶다고 인정한다. 하루는 스기무라와의 약혼을 취소하기로 결정한다. |                                                            |                                 |                  |
| 21 | "You Can Call Me "Noir""                                   | 야마구치 요리후사               | 2018년 8월 26일  |
| 하루는 공식적으로 괴도단에 합류하고, 그들은 쿠니카즈를 개심시킬 계획을 세운다. 쿠니카즈의 팰리스로 돌아온 그들은 거대한 로봇인 코르포로보 형태의 스기무라의 인지를 만난다. 더 이상 아버지에게 복종하지 않기로 결정한 하루는 밀레이디라는 페르소나를 각성하고 스기무라의 인지를 물리친다. 괴도단은 쿠니카즈의 보물로 침투할 경로를 확보하고, 나중에 현실 세계에서 쿠니카즈에게 예고장을 보낸 후 신비한 구슬임이 밝혀진다. 그들은 악마 맘몬으로 변신한 쿠니카즈의 그림자와 마주하고, 점점 강해지는 그의 코르포로보 직원들 군대를 물리친다. 이들에는 네 명의 직원, 두 명의 수석 서기, 두 명의 부장, 한 명의 총괄 관리자, 그리고 한 명의 전무이사가 포함된다. 쿠니카즈의 팰리스가 무너지기 전, 쿠니카즈의 섀도우는 경쟁자를 제거하라고 요청했다고 인정한다. 괴도단이 떠나자, 쿠니카즈의 섀도우는 보이지 않는 인물에게 총에 맞아 사망한다. 현실 세계로 돌아온 괴도단은 테마파크를 방문하고, 쿠니카즈의 보물이 모델 우주선 키트라는 것을 알게 된다. 그들은 기자회견 도중 쿠니카즈가 갑자기 정신 붕괴로 사망하자 충격을 받는다. |                                                            |                                 |                  |
| 22 | "Is It Our Fault...?"                                      | 에조에 히토미                   | 2018년 9월 2일   |
| 쿠니카즈의 사망(추정되는 심장마비) 이후 마음의 괴도단에 대한 대중의 평판이 급락하자, 하루는 코바야카와의 사무실에 가짜 예고장이 놓여 있었다고 다른 이들에게 알리며, 괴도단은 누군가가 자신들을 모함하려 한다는 것을 깨닫는다. 마코토가 사에가 괴도단을 조사하는 임무를 맡았다는 것을 알게 되자, 후타바는 누군가가 메제드를 모방하고 팬 사이트를 해킹하여 괴도단을 희생양으로 삼으려 했다고 추론한다. 아케이드에서 렌은 미시마가 팬 사이트에 집착하는 것을 목격한다. 렌은 그 후 교회에서 히후미와 쇼기를 두며, 히후미는 어머니의 기대에 부응하며 사는 것에 대해 털어놓는다. 중간고사 후, 렌, 안, 시호는 학교 옥상으로 가서 시호가 자신을 구해준 것에 대해 안에게 고마움을 표한다. 미시마가 팬 사이트에 반대자를 위협하는 메시지를 게시하려 했다는 것을 발견하자, 괴도단은 메멘토스를 방문하는 동안 미시마의 섀도우를 찾는다. 그들은 미시마의 섀도우를 물리치는 대신, 그에게 스스로 생각해 보라고 촉구한다. 현실 세계로 돌아온 미시마는 렌에게 팬 사이트를 지지하는 올바른 길을 찾았다고 털어놓는다. |                                                            |                                 |                  |
| 23 | "How About a Deal with Me?"                                | 오하시 카즈키                   | 2018년 9월 9일   |
| 슈진 학원 학생은 다가오는 문화 축제에 아케치를 특별 연사로 초청하기 위해 만장일치로 투표한다. 분명한 위험에도 불구하고 마코토는 더 많은 정보를 얻기 위해 이를 이어나가고 싶다고 다른 이들에게 말한다. 르블랑 카페에서 다시 체스를 두는 동안, 렌은 아케치가 괴도단의 팬일 수 있다고 결론 내린다. 낮 토크쇼에서 아케치는 쿠니카즈의 죽음 뒤에 괴도단이 범인이 아니라는 자신의 신념을 밝힌다. 괴도단은 문화 축제 동안 다양한 부스를 즐긴다. 학교 강당에서 아케치는 자신이 괴도단의 신분을 알고 있다고 밝힌다. 체육 교무실에서 아케치는 괴도단에게 오쿠무라 푸드 밖에서 그들이 찍힌 영상을 보여준 후, 자신이 블랙 마스크와 대치하며 자신의 페르소나를 각성했다고 설명한다. 아케치는 괴도단에게 현상금을 걸며 그들을 협박한다. 그는 자신의 이름을 깨끗이 해주는 대가로 사에가 팰리스를 가지고 있을 수 있다는 것을 발견한 후 그들이 사에를 개심시켜 주기를 원하지만, 임무가 끝난 후 해체해야 한다는 조건에 동의해야 한다. |                                                            |                                 |                  |
| 24 | "A Challenge That Must Be Won"                             | 코사카 하루메                   | 2018년 9월 16일  |
| 아케치가 괴도단에 합류하자 그들은 모두 법원에 도착하고, 이세계 내비게이터를 사용하여 사에의 팰리스, 질투의 카지노에 들어간다. 그곳은 녹아내린 가면을 쓴 경비원들로 가득했다. 그들은 사에의 섀도우와 마주하고, 그녀는 사에의 보물이 가장 높은 층에 위치하며 괴도단이 접근할 수 없다고 말한다. 아케치는 로빈 후드라는 자신의 페르소나를 드러낸다. 현실 세계로 돌아온 소지로는 후타바의 학대적인 삼촌인 잇시키 요지로부터 압력을 받고 있었다. 요지는 소지로에게 양육비를 내거나 후타바의 양육권을 포기하라고 요구했다. 아케치는 요지에 대한 정보를 캐냈고, 그는 이전 양육비 대부분을 잘못된 투자로 탕진했다. 요지는 미끄러져 넘어졌음에도 불구하고 렌이 자신을 밀었다며 고소하겠다고 위협한다. 후타바는 두 명의 사회복지사에게 소지로가 좋은 법적 후견인이라고 안심시킨다. 후타바의 침실에서 예고장을 발견한 후, 소지로는 렌과 후타바가 괴도단의 일원이라고 추론한다. 사에의 팰리스에서 괴도단은 주사위 게임 구역에서 충분한 코인을 얻어 멤버 카드를 획득하는데, 이는 후타바 덕분이었다. |                                                            |                                 |                  |
| 25 | "Jealous Sinner"                                           | 타구치 토모히사 마루야마 유스케 | 2018년 9월 23일  |
| 어둠의 집을 지나 상층에 접근한 후, 괴도단은 코인이 부족하여 최상층의 심판의 다리를 건널 수 없게 된다. 렌은 전투 아레나에서 세 명의 춤추는 마녀(악마 랑다의 형태)에게 수적으로 열세임에도 불구하고 충분한 코인을 얻는다. 사에의 섀도우가 수수료를 10배로 올리자, 아케치는 괴도단이 심판의 다리를 건널 수 있도록 충분한 코인을 얻는다. 이는 멤버 카드 정책의 허점을 이용하여 두 번째 멤버 카드로 상금과 일치하는 대출을 받는 것이었다. 괴도단이 사에의 보물로 침투할 경로를 확보하자, 그들은 사에가 조사를 마치기 하루 전 사에에게 예고장을 보낸다. 사에의 섀도우가 악마 리바이어던으로 변신하자 괴도단은 결국 그녀를 물리치고, 사에의 보물은 경찰 수첩임이 밝혀진다. 불행히도, 경찰기동대는 익명의 제보로 사에의 팰리스를 급습할 준비를 하고, 괴도단은 흩어져 탈출구를 찾아야 한다. |                                                            |                                 |                  |
| 26 | "I Won’t Let It End Here"                                  | 이시하마 마사시                 | 2018년 9월 30일  |
| 렌은 아르센과 재회하고, 아르센은 그에게 모든 것을 기억하라고 촉구한다. 그는 결국 경찰기동대에게 붙잡히고, 이는 뉴스에 보도된다. 연전연패를 기록하던 무소속 정치인 요시다 토라노스케는 괴도단이 무죄라고 믿는다. 렌이 소년원의 지하 심문실에 갇혀 있다고 다른 이들에게 말하며, 아케치는 블랙 마스크가 익명 제보를 했을 것이라고 생각한다. 아케치는 혼자서 렌을 구출할 계획을 세운다. 현재, 심문은 막바지에 이른다. 모르가나와 후타바와의 이전 논의를 기억하며, 렌은 사에에게 자신의 스마트폰을 아케치에게 보여달라고 요청한다. 아케치가 소년원에 도착하자, 사에는 렌의 스마트폰을 아케치에게 보여준다. 괴도단의 다른 멤버는 인내심을 가지고 믿음을 가지고 기다린다. 심문실에 들어선 아케치는 렌의 머리에 소음기로 총을 쏜 후 자리를 떠나며 자신의 진정한 의도를 드러낸다. |                                                            |                                 |                  |
| 27 (SP–1) | "Dark Sun..."                                              | 오하시 카즈키 에조에 히토미     | 2018년 12월 30일 |
| 렌이 자살했다는 보도가 나오자 사에는 아직 살아있는 렌을 르블랑 카페에 숨긴다. 렌은 류지, 모르가나, 안, 유스케, 마코토, 후타바, 하루와 재회한다. 괴도단은 현실 세계의 심문실과 동일한 심문실이 있는 사에의 인지 세계를 이용했다. 아케치의 배신은 사에의 섀도우를 물리치기 전에 알려져 있었다. 렌이 붙잡히기 전 사에의 보물이 담긴 여행 가방을 빈 여행 가방으로 바꿔치기하여 사에의 팰리스가 무너지는 것을 막았다. 렌의 자살은 아케치가 렌의 스마트폰을 보았을 때 사에의 인지 세계가 활성화되면서 연출되었다. 후타바는 이전에 아케치의 스마트폰에 도청 장치를 설치하여 아케치가 정신 붕괴 사건의 범인임을 알아냈다. 아케치는 다음 일본 총리가 되기 위한 정치 운동을 벌이고 있는 모든 것의 배후인 시도 밑에서 일한다. 렌은 시도가 자신을 전과자로 만든 남자라는 것을 마침내 알아본다. 국회의사당으로 향하는 괴도단은 이세계 내비게이터를 사용하여 시도 팰리스, 오만의 순양함으로 들어간다. 그곳은 정장과 파티 가면을 쓴 경비원으로 가득했다. 그들이 시도 팰리스에서 꾸준히 더 깊이 나아가면서 시도가 정신 붕괴로 사망한 사람들로부터 이익을 얻으려 했다는 것을 알게 된다. 괴도단이 자신을 속였다는 것을 깨달은 아케치는 시도가 자신의 아버지임을 밝힌다. 아케치는 자신의 페르소나를 로빈 후드에서 로키로 바꾼 후 블랙 마스크로 변신하며 짧은 결투 동안 렌에게 질투심을 표현한다. 아케치의 인지가 특수 공격팀과 사냥개와 함께 나타나 시도가 선거에서 승리했다고 알리지만, 아케치에게 총에 맞아 사망한다. 아케치는 방수 격벽 문을 강제로 닫고 자신을 희생하여 괴도단이 시도를 개심시킬 수 있도록 한다. 괴도단은 시도 팰리스의 보물로 침투할 경로를 확보하고, 도시 전광판에 공개적으로 표시하여 시도에게 예고장을 보낸다. 그들은 마침내 악마 사마엘로 변신한 시도 섀도우와 대면한다. 긴 전투 끝에 시도 섀도우는 패배하고 시도의 보물은 황금 타륜으로 밝혀진다. 시도 팰리스가 무너지기 시작하자 괴도단은 류지가 다른 이들을 위해 구명정을 얻으려 자신을 희생하는 것처럼 보인 후 현실 세계로 탈출한다. 시도 보물은 실제로는 국회의원 배지였다. 류지는 폭발에서 살아남았고, 시도는 자신의 범죄를 공개적으로 인정한다. |                                                            |                                 |                  |
| 28 (SP–2) | "Stars and Ours"                                           | 이시하마 마사시                 | 2019년 3월 23일  |
| 시도가 입원하고 취임식이 추후 통보될 때까지 연기되면서 괴도단에 대한 대중의 평판은 약화되기 시작한다. 모르가나는 괴도단이 메멘토스에 침투하여 메멘토스의 보물을 훔쳐야 하며, 이는 모든 사회를 개심시킬 것이라고 설명한다. 그러나 이는 이세계를 지우고 괴도단을 영구적으로 해체할 결정이기도 했다. 메멘토스의 심층부에 들어서자 괴도단은 메멘토스의 보물이 성배이며, 사회의 인지를 지배하려는 지각 있는 존재임을 발견한다. 성배는 메멘토스와 현실을 융합시켜 괴도단의 존재를 지운다. 렌은 벨벳 룸에서 깨어나고, 감옥에서 풀려난 후 카롤린과 쥐스틴을 라벤차라는 원래 모습으로 합친다. 그러나 가짜 이고르는 자신을 변장한 성배로 드러내고 현실을 정복하기 위해 떠나며, 진짜 이고르는 감옥에서 풀려난다. 렌은 그 후 괴도단의 다른 멤버를 감옥에서 풀어주고, 그들은 성배를 물리쳐 모든 사회를 구하겠다고 맹세한다. 모르가나는 자신이 인간 영혼 세계에서 악한 존재를 제거하기 위해 창조되었다는 것을 기억하고, 라벤차는 성배가 사회의 나태한 욕망이 융합된 것이라고 설명한다. 그들의 존재가 점차 다시 나타나면서, 괴도단은 메멘토스의 심층부에 다시 들어가 악의적인 신인 악마 얄다바오트로 변신한 성배와 대면한다. 협력자들 덕분에 괴도단은 사회로부터 완전한 지지를 되찾는다. 렌은 사타나엘이라는 강력한 페르소나를 각성하고, 얄다바오트를 머리에 단 한 발로 물리친다. 모르가나는 메멘토스의 보물을 얻고 하늘로 사라진다. 사회의 인지가 회복되고 이세계가 지워지면서 도시에는 눈이 내리기 시작한다. 동료의 생명을 보호하고 시도를 유죄 판결하기 위해 렌은 법정에서 증언하기로 동의하고, 자신이 괴도단의 리더였음을 인정하고 경찰에 자수한다. 그 때문에 렌은 소년원에 수감된다. 이고르와 라벤차는 벨벳 룸에서 렌을 재활시키는 임무를 완수했다. 몇 달 후, 렌은 소년원에서 풀려나고 모르가나는 여전히 살아 있는 것으로 밝혀진다. 나중에 렌은 다른 이들에게 자신의 고향으로 데려가진다. |                                                            |                                 |                  |
| OVA–1 | "Proof of Justice"                                         | 야마구치 요리후사               | 2019년 5월 29일  |
| 시도가 개심된 지 3일 후, 렌은 아케치가 이전에 십자말 퍼즐 책에 "정의의 증명"이라고 썼다는 것을 발견한다. 렌은 그 후 당구장과 재즈 클럽을 포함한 그들의 아지트를 조사하면서 아케치가 당구는 잘하지만 요리는 못한다고 털어놓았던 것을 회상한다. 몇 가지 조사를 통해 렌은 정의의 증명이 인기 있는 장난감 광선총의 이름이라는 것을 발견하고, 아케치가 아케이드에서 정의의 동맹이 되기를 원했던 것을 떠올린다. 밤에 르블랑 카페로 돌아온 렌은 자신의 정의의 증명을 재평가한다. 다음 날 아침, 뉴스는 시도가 응급 상황으로 입원했다고 보도하고, 놀란 렌은 뛰쳐나가 조사한다. |                                                            |                                 |                  |
| OVA–2 | "A Magical Valentine's Day"                                | 오하시 카즈키                   | 2019년 6월 26일  |
| 발렌타인 데이에 1인칭 시점으로 묘사된 시나리오가 펼쳐지는데, 렌이 각각의 연애 대상과 개별적으로 시간을 보낸다. 테마파크에서 안, 아이스링크에서 후타바, 신사에서 치하야, 수영장에서 히후미, 침실에서 카와카미, 온실에서 하루, 사무실에서 타에, 사랑의 자물쇠 다리에서 마코토, 경마장에서 이치코와 함께한다. 각 연애 대상은 렌에게 초콜릿 상자나 봉투를 선물하고, 그에게 미래 계획에 대해 이야기하고, 다음 달에 고향으로 돌아갈 것인지 묻고 자신의 남자친구라고 주장하며, 그와 키스를 나눈다. 마지막 시나리오에서 렌은 르블랑 카페에서 류지와 밤샘을 한다. 다음 날, 렌의 모든 연애 대상은 그가 바람을 피웠다고 생각하며 르블랑 카페에 들이닥쳐 렌을 공격한 후 떠난다. 크레딧 후 장면에서는 렌이 사에와 오페라 콘서트에서 시간을 보내는 추가 시나리오가 나온다. |                                                            |                                 |                  |

## 평가
CBR의 조 발라드는 애니메이션이 원작 게임에 충실하게 캐릭터를 묘사한 점을 칭찬했다. 그러나 전개가 너무 빨라 캐릭터 개발이 관객에게 진정으로 영향을 미칠 시간을 허용하지 않는다고 비판했다. 또한 대부분의 여성 캐릭터가 과도한 팬 서비스 장면에 노출되는 방식도 비판하며, "의도적으로 성적으로 묘사된 카메라 각도에서 촬영된 장면은 불필요하고 비하적이며, 특히 팰리스 스토리라인 중 하나가 신체적 및 성적 학대와 그로 인한 정신 건강 문제에 초점을 맞추고 있다는 점을 고려할 때 그들의 개인적인 고통에 대한 모욕처럼 느껴진다"고 말했다. 같은 사이트의 메간 구드만은 애니메이션이 린과 메구로 쇼지의 음악을 다시 가져온 점과 렌과 아케치의 관계를 확장한 점을 칭찬했지만, 지루한 애니메이션과 협력자 캐릭터를 제대로 다루지 못한 점을 비판했다. USGamer는 애니메이션 각색에서 조커의 비교적 조용한 성격을 비판하며, 페르소나 4 디 애니메이션의 더 수다스러운 나루카미 유와 부정적으로 비교했다.

## 같이 보기
- 페르소나 5 (만화)

## 내용주
1. 1 2  애니메이션 각색은 원래 A-1 Pictures로 명시되었다.[3] 그러나 2018년 10월 스튜디오 분리 이후 크레딧은 CloverWorks로 이전되었다.[10][11]